# Handtuch

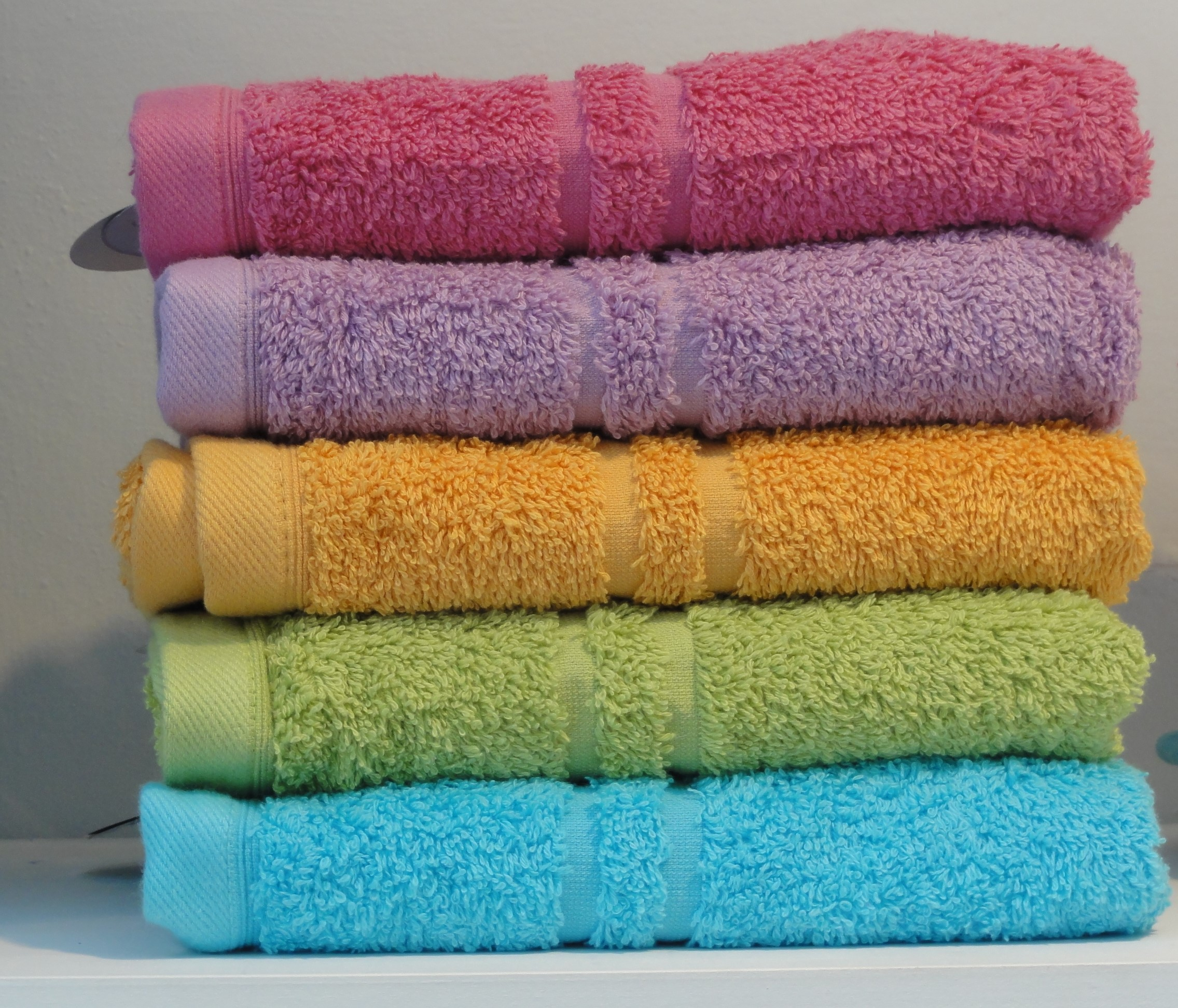
Zusammengelegte Frotteehandtücher

Ein Handtuch ist ein Tuch zum Abtrocknen von Händen, Körpern oder Gegenständen. Für den Körper werden meist Frotteetücher verwendet, wegen der Saugfähigkeit meist aus Baumwolle.
Die Tücher haben oft einen angenähten Aufhänger, womit sie sich an Haken hängend aufbewahren lassen, die meist an Wänden oder Möbelflächen sind. Üblich sind auch stangenartige Handtuchhalter, die ein Aufhängen längs der Mitte und durch die flächige Aufhängung eine schnellere Trocknung ermöglichen.

## Badetuch

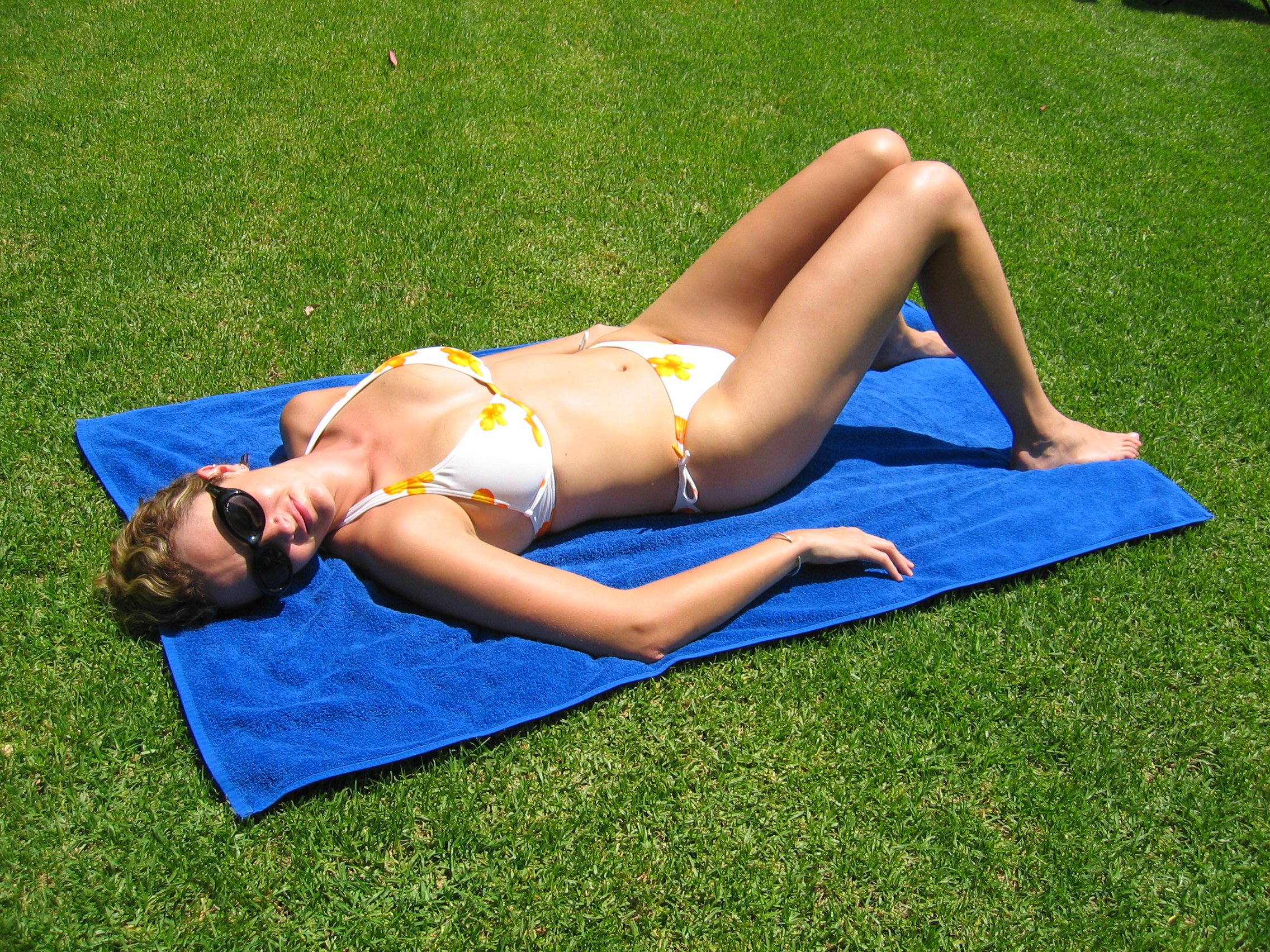
Badetuch

Für Strand, Sauna oder Schwimmbad wird das große Badetuch (Strandtuch, Saunatuch) bevorzugt. Die übliche Form eines Strandtuchs ist rechteckig. Badetücher sind ab einer Größe von 100 × 150 cm erhältlich, die Standardmaße betragen ca. 180 cm × 100 cm. Es gibt mittlerweile auch runde Strandtücher.

Eine Sonderform des Bade- oder Saunatuchs stellt das Pestemal (türkisch peştamal, deutsch Hamamtuch) dar. Das traditionelle türkische Tuch wird meist im orientalischen Dampfbad Hammām benutzt. Es ist sehr leicht und sehr saugfähig. Das Pestemal wird meist aus Baumwolle, Leinen oder Viskose hergestellt. Zu Beginn des Bades wird es dem Gast mit einem Stück Seife und einer Hammāmschale (Tas) ausgehändigt. Das Tuch wird bei den Männern als Lendentuch verwendet; bei den Damen wird es als Wickeltuch zur Körperbedeckung eingesetzt.

## Frottierhandtuch
Als Frottierhandtuch wird allgemein ein stark saugfähiges, meist aus Baumwolle gewebtes Handtuch verstanden, auf dessen Oberfläche sich mehr oder weniger dichte weiche Schlingen oder Noppen befinden. Das Wort frottieren leitet sich aus dem französischen frotter ab, was so viel wie reiben bedeutet. Frottee unterscheidet sich von Frottiergewebe durch Herstellungsweise und Garnart.

## Papierhandtuch
In stark frequentierten und öffentlich zugänglichen Sanitärräumen kommen aus Hygienegründen häufig Einweg-Papierhandtücher zum Einsatz. Sie werden oft in einem Handtuchspender angeboten. Sie zählen zu der Gruppe der Einwegprodukte.
Je nach Funktionsweise des Handtuchspenders kommen Papierhandtücher mit unterschiedlichen Formaten und Falzarten zum Einsatz:
- Lagen-Falzung: Große Papierhandtücher werden einzeln in Fensterfalzung gefaltet. Die gefalteten Tücher liegen dann im Handtuchspender übereinander, sodass diese nicht aus dem Spender herausstehen.
- Zick-Zack-Falzung: Die Papierhandtücher sind in Z-Form gefaltet und liegen kettenartig ineinander. Beim Herausziehen eines Tuches aus dem Handtuchspender wird automatisch das nächste Tuch hervorgeholt und liegt somit für den Nächsten bereit. Die Tücher sind jedoch kleiner als bei der Lagen-Falzung.
- Interfold-Falzung: Die Interfold-Falzung ist eine Mischung aus Lagen- und Zick-Zack-Falzung. Dabei werden mehrere Papierhandtücher ineinandergelegt. So werden große Tücher wie bei der Zick-Zack-Falzung automatisch zur Verfügung gestellt.
- Rolle: Bei einer Endlos-Papierrolle können Papierzuschnitte einzeln entnommen werden oder längere Papierabschnitte durch eine Schneidevorrichtung individuell gewählt werden.

## Boxsport
Im Boxsport hat jeder Trainer allzeit ein Handtuch bereit, um damit den Kampf vorzeitig zu beenden, indem er es in den Boxring wirft. Der Kämpfer selbst ist oft nicht mehr in der Lage, von sich aus abzubrechen. Um die Gesundheit seines Schützlings zu schonen, erfolgt das Handtuchwerfen als deutlich sichtbares Zeichen der Aufgabe, das auch als Redewendung für Aufgeben im Allgemeinen verwendet wird.

## Bergbau
Das Grubentuch war ein traditionelles Utensil der Bergleute.

## Handtücher als Nährboden für Krankheitserreger
Feuchte Tücher sind ein Nährboden für Keime aller Art; auf der Toilette gelangen leicht Kolibakterien auf das Handtuch, wo sie sich bei Wärme und Feuchtigkeit schnell vermehren können; ihre Anzahl verdoppelt sich dann alle 20 Minuten.  Auch Pilzsporen und Parasiten (bspw.: Läuse) können so von Mensch zu Mensch wechseln. Am Arbeitsplatz und überall dort, wo zahlreiche Menschen verkehren, wird deshalb aus hygienischen Gründen die Verwendung von Handtuchspendern mit Einmalhandtüchern aus Papier empfohlen. Auch Tuchrollen mit automatischer Aufrollmechanik oder Händetrockner sind eine Alternative zum Gemeinschaftshandtuch.
- Papierhandtücher sind sehr hygienisch und vermeiden die Verbreitung von Bakterien und Keimen. Das ist vor allem dann ein Vorteil, wenn die Zeit der Erkältungen und Grippen startet. Gleiches gilt auch für die Hygiene in Sanitärräumen. Händetrockner hingegen blasen und transportieren Keime bis zu zwei Meter durch die Luft und verteilen diese dementsprechend im Raum.
- Tuchrollen aus Stoff, welche im Spender wieder aufgerollt werden, können auch ein Keimrisiko darstellen, da die feuchte Rolle im inneren des Spenders aufbewahrt wird.

## Sonstiges
- Im Sommer 2023 wurde erstmals über die sogenannte „Handtuchbewegung“ berichtet, eine politische Bewegung Einheimischer auf einigen griechischen Inseln, die freien Zugang – mitsamt einem Handtuch – zu den Badestränden forderten. Die Strände waren vielerorts durch Strandliegen und Sonnenschirme blockiert, die tageweise an Touristen vermietet wurden. Behörden reagierten, indem sie unbewilligt aufgestellte Liegen abbauen ließen.[8]